# Dolenja vas pri Raki
Dolenja vas pri Raki je naselje u Općini Krško u istočnoj Sloveniji. Dolenja vas pri Raki se nalazi u pokrajini Dolenjskoj i statističkoj regiji Donjoposavskoj. 

## Stanovništvo
Prema popisu stanovništva iz 2002. godine Dolga Raka je imala 56 stanovnika.

## Vanjske poveznice
- Satelitska snimka naselja  Arhivirana inačica izvorne stranice od 29. srpnja 2017. (Wayback Machine)